# Danske Grundejeres Brandforsikring
Danske Grundejeres Brandforsikring (for fast Ejendom og Løsøre) G/S var et dansk forsikringsselskab, stiftet den 2. juni 1907 af bl.a. F.C. Boldsen og Johannes Berggreen.
Berggreen var administrerende direktør fra 1907 til 1957 og hans søn Henrik Berggreen fra 1979 til 1990 (underdirektør fra 1963), hvor han nedlagde selskabet.
Fra 1982 havde selskabet generalagenturet for det engelske Avon Insurance, og var bl.a. også medejer af CPU Center for Program Udvikling K/S fra 1983. I 1990 blev Danske Grundejeres Brandforsikring overtaget og omdannet til Danske Brand A/S, som i 1997 blev fusioneret ind i et andet selskab. Ved overtagelsen i 1990 blev firmaets opsparede formue anbragt i Bergiafonden, som huses sammen med Nivaagaards Malerisamling.
1970 havde det fusioneret med Bergia A/S (Bergia er det latinske navn for Berggreen) og 1965 med Samvirke G/S.
Forkortelse af Danske Grundejeres Brandforsikring : D.G. Brand.
På et repræsentantskabsmøde på Hotel Royal i Vejle den 2. juni 1907 stiftes D.G. Brand. Selskabets første kontor var i Gothersgade 43, og i 1908 flyttede man hovedkontoret til St. Jørgensborg, Gl. Kongevej 1C. Fra 1917 havde selskabet til huse i Ny Rosenborg, Vester Voldgade 8 i København. I 1965 lejer FDC A/S to lokaler.
Johannes Berggreen`s store interesse for kunst, bevirkede at han fik Chr. Valentinusen (1903-1986) til at udsmykke kantinen omkring 1930, og fik den svenske kunstner Lars Värild (1910-1945) til at tegne et nyt logo til selskabet omkring 1941, som forstillende soldat med hjelm, pilekogger, bærende et skjold som beskytter mod lynnedslaget. Mosaik gulv Vester Voldgade 8 i København.